# Teatro nacional (Budapest)
El Teatro nacional (en húngaro: Nemzeti Színház) es el teatro principal de Budapest, y la mayor institución de este tipo en Hungría. Se abrió en 1837 y desde entonces la empresa utilizó varias sedes, incluyendo el edificio original en la calle Kerepesi y el Teatro del Pueblo en la plaza Blaha Lujza. Su sede actual, el nuevo Teatro Nacional, abrió el 14 de septiembre de 2000. La idea de un teatro nacional en la capital se originó alrededor del paso del siglo XVIII al XIX y fue promovida por varios grandes pensadores, como Ferenc Kazinczy.